# Долф ван Кол
Долф ван Кол (нід. Dolf van Kol, 2 серпня 1902, Амстердам — 20 січня 1981, Амстердам) — нідерландський футболіст, що грав на позиції захисника. По завершенні ігрової кар'єри — тренер.
Виступав за клуб «Аякс», а згодом був його тренером, також виступав за національну збірну Нідерландів, у складі якої був учасником Олімпійських ігор 1928 року.

## Клубна кар'єра
Адолф Генрі ван Кол народився 2 серпня 1902 року в Амстердамі в сім'ї Хендрікюса Хюбертюса Алойзіуса Марії ван Кола і його дружини Анни Броф.
Долф починав грати у футбол у спортивному клубі «Спорт Амстердам», а потім виступав за клуб «’т Гой» з міста Гілверсум. У 1924 році він став гравцем амстердамського «Аякса». Всього у складі клубу Долф зіграв 175 матчів і забив 25 м'ячів, а також ставав чемпіоном Нідерландів у 1931 і 1932 роках. У 1932 році Долф ван Кол завершив свою ігрову кар'єру у віці 30 років.

## Виступи за збірну
У складі національної збірної Нідерландів Долф дебютував 25 жовтня 1925 року в матчі проти збірної Данії, який завершився перемогою Нідерландів з рахунком 4:2. 
У 1928 році ван Кол у складі олімпійської збірної Нідерландів брав участь на Літніх Олімпійських іграх 1928, які проходили в Амстердамі. Долф на турнірі зіграв три матчі, а його збірна дійшла до 1/8 фіналу, в якому поступилася збірній Уругваю з рахунком 2:0.
Свій перший м'яч за збірну Долф забив 4 листопада 1928 року в матчі проти збірної Бельгії, який завершився внічию 1:1. Всього у складі збірної ван Кол провів 33 матчі і забив 4 м'ячі, в 7 матчах був капітаном збірної. Свою останню гру за Нідерланди він провів 3 травня 1931 року в матчі проти збірної Бельгії, Долф відзначився одним забитим м'ячем, але це не допомогло його збірній, яка пограла з рахунком 4:2.

## Кар'єра тренера
У роки Другої світової війни ван Кол з 1942 по 1945 рік був головним тренером амстердамського «Аякса». Під його керівництвом «Аякс» виграв кубок Нідерландів у 1943 році. Після ван Кола на тренерський пост прийшов англієць Джек Рейнолдс.

## Особисте життя
Працював банківським службовцям Був одружений двічі. Його першою дружиною була Хендріка Гертрейда Кобюссен, уродженка Амстердама. Їх шлюб був зареєстрований 17 лютого 1927 року в Амстердамі. У них було четверо дітей: син і три дочки. У квітні 1937 року його дружина померла у віці тридцяти років.
У жовтні 1937 року він одружився з 30-річною Марією Йоханною Схенк.
Помер 20 січня 1981 року на 79-му році життя.

## Титули і досягнення

### Як гравця
- Чемпіон Нідерландів (2):

«Аякс»: 1930–31, 1931–32

### Як тренера
- Володар Кубка Нідерландів (1):

«Аякс»: 1942—43